# Chiesa di San Floriano (Pergine Valsugana)
La chiesa di San Floriano è la parrocchiale di Susà, frazione di Pergine Valsugana in Trentino. Appartiene alla zona pastorale Valsugana - Primiero dell'arcidiocesi di Trento e risale al XVI secolo.

## Storia

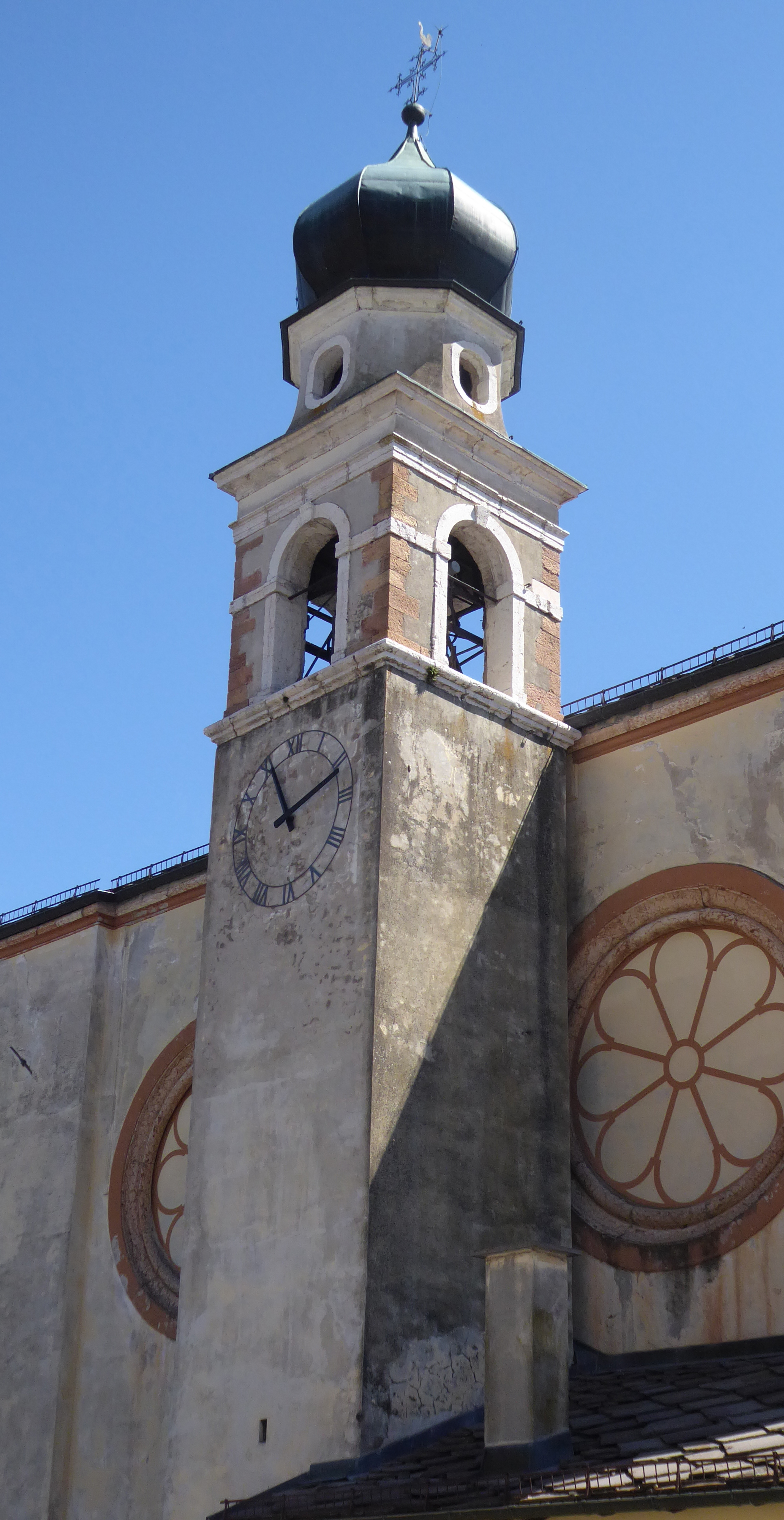
Torre campanaria

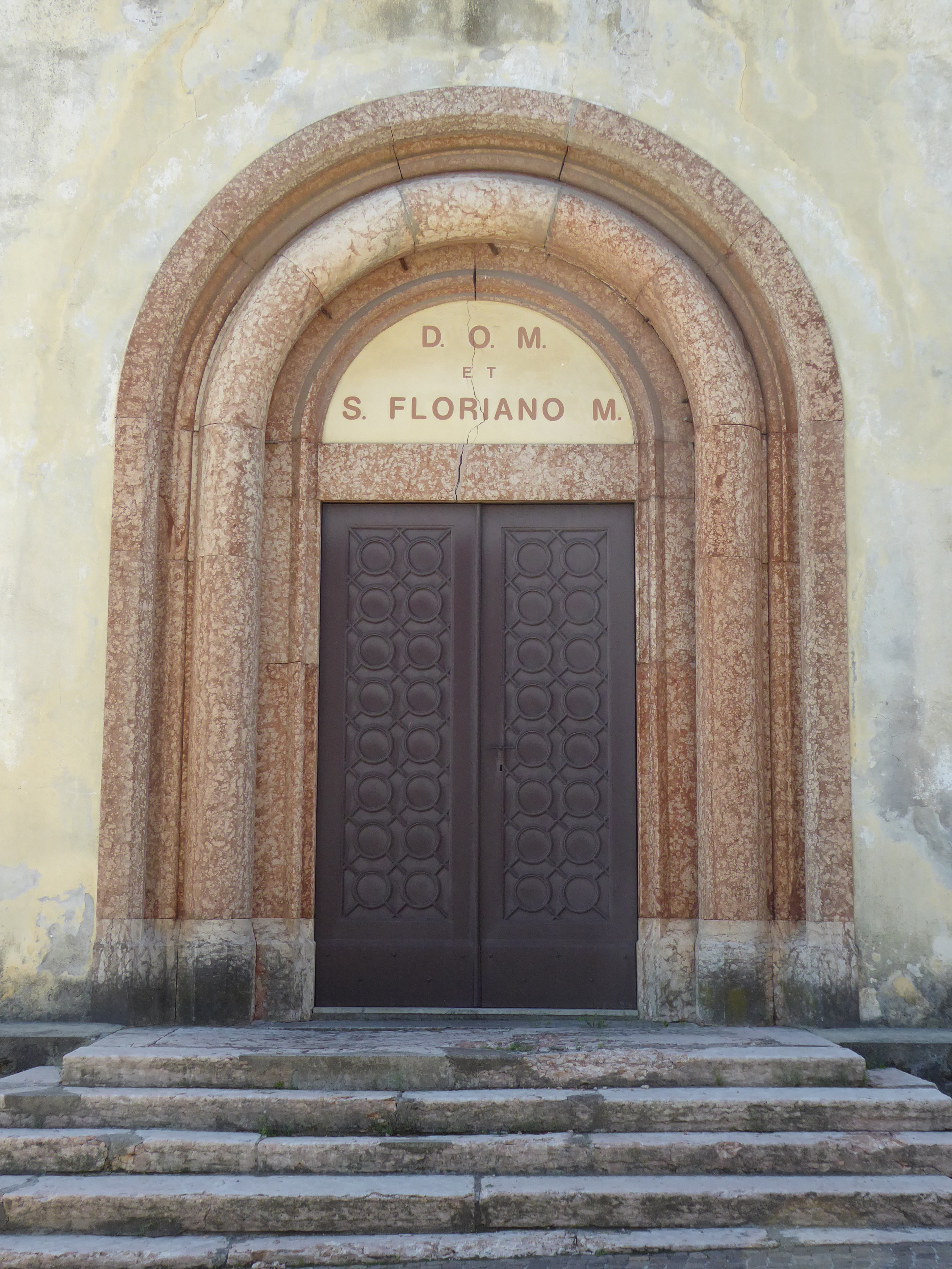
Portale

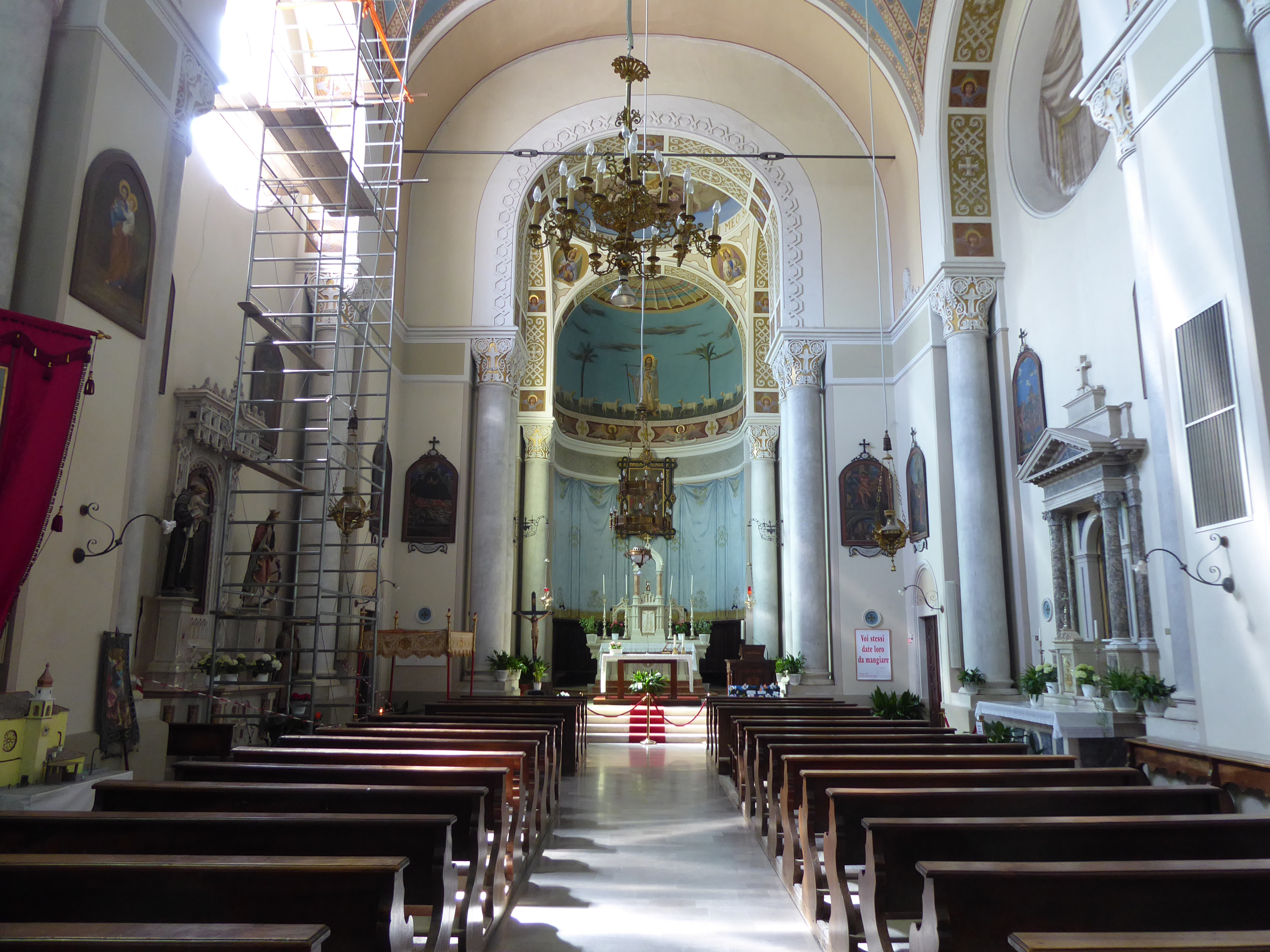
Interno

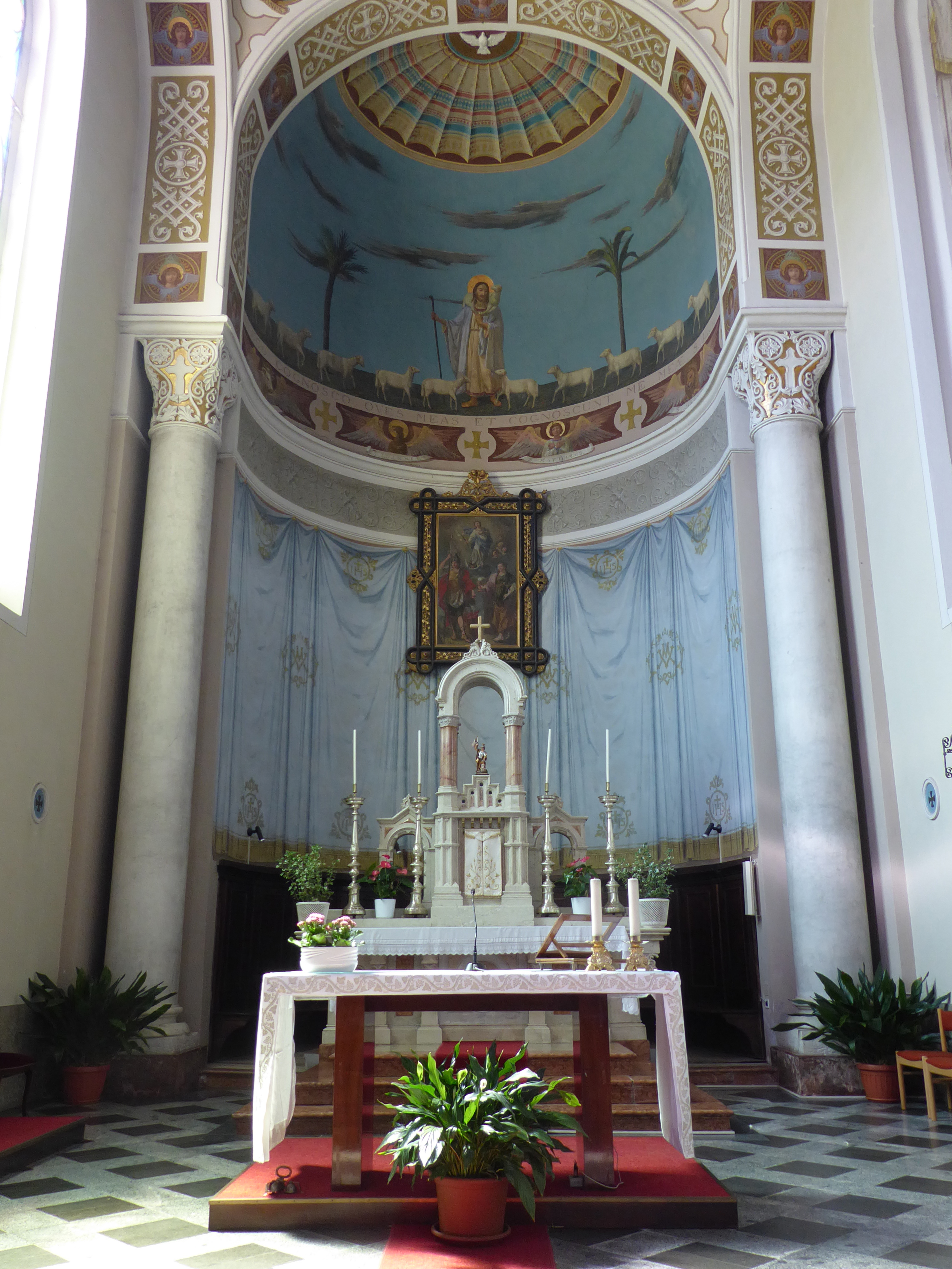
Presbiterio con altare postconciliare rivolto al popolo

La chiesa di San Floriano fu menzionata già nel XVI secolo come cappella in un elenco di luoghi di culto legati alla pieve di Pergine, la chiesa della Natività di Maria. Una visita pastorale del 1590 la ricordò come intitolata a Santa Barbara.
La torre campanaria venne eretta nella prima metà del secolo seguente, e dagli atti visitali risulta che nel 1642 i lavori non era ancora stati conclusi.
Circa due secoli dopo, a partire dal 1863, la primitiva piccola cappella venne demolita e, sullo stesso sito, venne edificato il nuovo edificio che mantenne, della parte storica, solo la torre campanaria. La dedicazione da quel momento fu per il solo San Floriano. 
La chiesa venne benedetta nel 1865 e dieci anni dopo venne celebrata la sua consacrazione solenne dal vescovo austriaco Johann Evangelist Haller che sostituì quello di Trento.
Verso la fine del XIX secolo fu necessario riparare la volta della sala, in parte crollata, e nel primo dopoguerra del secolo seguente fu oggetto di un arricchimento decorativo grazie al lavoro negli interni del pittore Agostino Aldi attivo in quel periodo in Trentino.
Negli anni sessanta venne realizzato l'adeguamento liturgico e fu rinnovata la pavimentazione presbiteriale. Un ultimo restauro è stato effettuato nel 1985.

## Descrizione

### Esterni
Il luogo di culto si trova nella parte orientale dell'abitato di Susà e mostra orientamento verso sud. La facciata ha una conclusione superiore caratteristica, a gradoni. Il portale di accesso è architravato e incluso in una cornice con arco a tutto sesto è accessibile attraverso alcuni gradini. La torre campanaria si trova in posizione arretrata e addossata alla chiesa sulla destra. La sua cella di apre con quattro finestre a monofora ed è sormontata da un tiburio a base ottagonale con copertura a cipolla.

### Interni
All'interno viene conservata l'antica acquasantiera della chiesa demolita. Ai lati del camposanto due monumenti a stele, in pietra calcarea bianca, ricordano i caduti della grande guerra e i tanti cittadini di Susà che emigrarono.